# William Chalmers (Fußballspieler, 1907)
William „Billy“ Chalmers (* 24. Juli 1907 in Bellshill, Schottland; † 16. Juli 1980) war ein schottischer Fußballspieler und -trainer.

## Karriere

### Als Spieler
William Chalmers begann seine Karriere 1922 im Alter von nur 15 Jahren als Stürmer beim FC Queen’s Park in Glasgow, wo er in zwei Spielzeiten 18 Tore in 68 Ligapartien erzielte. Seine Entwicklung fiel unter anderem Bill Struth von den Glasgow Rangers auf, die ihn 1924 verpflichteten. Sein Debüt für den schottischen Spitzenklub gab Chalmers am 18. Oktober 1924 beim 3:1 gegen den FC Falkirk. Fünfzehn Tage später erzielte er beim 4:0 gegen Partick Thistle seinen ersten Treffer für die Rangers.
Chalmers blieb vier Jahre in Glasgow, kam aber nur auf 26 Ligaeinsätze, was auch einem Beinbruch bei einer Partie für die Reservemannschaft im Jahr 1926 geschuldet war. Am 16. März 1928 wurde er für £ 2.500 (nach heutiger Kaufkraft etwa £ 160.308) von Newcastle United verpflichtet. Zu diesem Zeitpunkt brach er auch sein Medizinstudium ab, um sich voll seiner Laufbahn als Fußballprofi zu widmen, wie berichtet wird. Am folgenden 7. April debütierte er beim 5:1-Sieg gegen Leicester City für die Magpies in der First Division. Bis 1931 bestritt Chalmers für Newcastle 42 Ligapartien und erzielte dabei 13 Tore. Danach wechselte er für £ 1.000 zum Grimsby Town, wo er in der Saison 1931/32 jedoch nur auf sechs Einsätze kam und in die Second Division abstieg.
Im Juni 1932 wurde der Stürmer zum FC Bury in die Second Division transferiert. Dort absolvierte er bis 1936 98 Ligaspiele erzielte 23 Treffer. 1936 ging Chalmers in die Third Division zu Notts County, wo er mit seinem Ex-Kollegen aus Newcastle Hughie Gallacher zusammen spielte. Mit der Mannschaft aus Nottingham scheiterte er 1936/37 nur knapp am Aufstieg in die Second Division. Im Sommer 1938 wechselte William Chalmers zum FC Aldershot, wo er bis 1943 aktiv war.

### Als Trainer
Von 1939 bis 1943 war Chalmers Trainer in Aldershot, zuerst fungierte er als Spielertrainer, danach arbeitete er hauptamtlich als Manager. 1943 ging er zum Ebbw Vale AFC in Wales.
Anfang 1947 wurde die Verpflichtung von Chalmers durch Juventus Turin bekanntgegeben. Das soll auf einer Empfehlung durch den Sekretär der englischen Football Association Stanley Rous, später zum Ritter geschlagener FIFA-Präsident, beruht haben. Juventus war auf der Suche nach einem neuen Trainer, weil der bisherige, Renato Cesarini – als Spieler in den 1930er Jahren bedeutend bei Juventus und CA River Plate in Buenos Aires, wo ihm zu Anfang der 1940er auch als Trainer höchste Anerkennung widerfuhr –, ankündigte, dass er gerne im Mai wieder nach Argentinien zurückwill.
Nachdem Chalmers, der Frau und zwei Töchter zumindest einstweilen auf der britischen Insel zurückließ, quasi bereits seit seiner Ernennung als Cesarini-Nachfolger bei allen Spielen von Juventus als „Beobachter“ dabei war betreute er Juventus in den letzten zehn Spielen der Serie A der Saison 1947/48, die der Verein als Dritter abschloss.  In der Saison 1948/49 wurde Juventus Vierter, 16 Punkte hinter dem Serienmeister und Lokalrivalen AC Turin, gegen den es, selbst damals ungewöhnlich, in beiden Ligaspielen eine Niederlage gab. 12 Niederlagen in der Serie A bedeuteten einen neuen Negativrekord seit der Professionalisierung ab der Saison 1929/30. Chalmers wurde als inkompetent und exzentrisch angesehen, so wurde unter anderem berichtet, dass er die Spieler auf Reisen in Zügen und Hotelkorridoren trainieren ließ. Nachfolger von Chalmers wurde der Engländer Jesse Carver, der 1949/50
Juventus zur ersten Meisterschaft seit 1935 führte, eine Aufgabe die eine andere Qualität hatte, nachdem il Grande Torino, die Mannschaft des AC Turin, die die Ära zum Ende der vorangegangenen Saison dominierte, durch einen Flugzeugabsturz ausgelöscht wurde.
Nach Saisonende wechselte William Chalmers, nachdem ihm Verbindungen zum CFC Genua nachgesagt worden waren, zu seinem vormaligen Verein Bury, mit dem er in seinem einzigen Jahr dort 18. von 22 Vereinen der zweiten Division wurde – immerhin einen Platz vor West Ham United.
Danach verlor sich seine Spur. Es wird berichtet, dass das Datum seines Todes von italienischen Medien entlehnt wurde. Es gibt keinerlei Angaben zum Ort seines Ablebens oder wo er beerdigt wurde.

## Verweise